# Resolució 2287 del Consell de Seguretat de les Nacions Unides
La Resolució 2287 del Consell de Seguretat de les Nacions Unides fou adoptada per unanimitat el 12 de maig de 2016. El Consell va ampliar el mandat de la Força Provisional de Seguretat de les Nacions Unides per a Abyei (UNISFA) durant sis mesos fins al 15 de novembre de 2016.
El gener de 2015, el secretari general Ban Ki-Moon va nomenar l'etíop Haile Tilahun Gebremariam com a cap de la UNISFA. Sudan i Rússia no eren d'acord amb aquesta elecció, ja que preferien un civil em comptes d'un militar, i perquè els acords de pau requereixen que els tres signants: Sudan, Sudan del Sud i Etiòpia, acceptin canvis en la força de pau. Però Rússia va pensar que és important mantenir el consens.

## Contingut
Les relacions entre Sudan i Sudan del Sud sobre la vigilància de fronteres havien millorat una mica. El Consell esperava també que la formació del govern temporal d'unitat nacional al Sudan del Sud promogués la implementació dels acords per a l'administració temporal d'Abyei de 2011.
A l'octubre de 2015, ambdós països també van acceptar la línia de separació dibuixada el 2011 per la Unió Africana a través de la Zona de Frontera Segura Demilitaritzada. Es va instar ara que implementessin els altres acords sobre la zona, inclòs el Mecanisme de Vigilància de Fronteres.
També haurien de reprendre immediatament les negociacions sobre l'estatut definitiu d'Abyei, i posar en marxa l'administració i la força policial de la regió. Totes les altres tropes havien de ser retirades de la regió. Això significava que l'exèrcit sud-sudanès, la policia petroliera sudanesa i les milícies armades havien de marxar. A més, diverses comunitats de la zona estaven fortament armades.
El mandat de la UNISFA, la força de pau de l'ONU a Abyei, es va ampliar fins al 15 de novembre de 2016. El Consell de Seguretat va confirmar que la força de pau, tal com se la va autoritzar el 2011, podria confiscar i destruir armes. Segons els acords conclosos, Abyei havia d'esdevenir zona desarmada, i només la força de pau podia portar armes.